# Milan Foot-Ball and Cricket Club 1916-1917
Questa voce raccoglie le informazioni riguardanti il Milan Foot-Ball and Cricket Club nelle competizioni ufficiali della stagione 1916-1917.

## Stagione

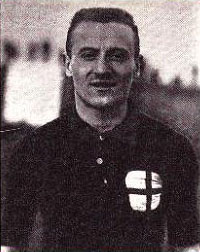
Alessandro Scarioni, al Milan dal 1908 al 1921

In questa stagione continua la sospensione del campionato a causa della prima guerra mondiale: la federazione, a differenza dell'annata precedente, non riesce ad organizzare competizioni nazionali e vengono predisposti solamente tornei regionali. Il Milan partecipa alla Coppa Regionale Lombarda insieme ad altre otto squadre.
I rossoneri conquistano il trofeo, che non gli viene però mai consegnato, davanti a Inter e Legnano, grazie alla vena realizzativa di Aldo Cevenini, che segna 14 reti in 12 incontri. Ottimo il ruolo di marcia della squadra, con 10 vittorie in 12 incontri e 45 gol segnati. Con la vittoria nella Coppa Lombardia il Milan si può fregiare del titolo di "Campione di Lombardia".

## Divise
| Casa | Trasferta |

## Organigramma societario
Area direttiva
- Presidente: Piero Pirelli
- Vice presidente: Gilberto Porro Lambertenghi
- Segretario: Luigi Bianchi

Area tecnica
- Direttore sportivo: Cesare Stabilini
- Allenatore: carica vacante

## Rosa
| N. |                      | Ruolo | Calciatore          |
| -- | -------------------- | ----- | ------------------- |
|    | Italia (bandiera)    | P     | Luigi Barbieri      |
|    | Italia (bandiera)    | P     | Luigi Brusa         |
|    | Italia (bandiera)    | P     | Edoardo Croce       |
|    | Italia (bandiera)    | P     | Carlo Ramponi       |
|    | Italia (bandiera)    | D     | Luigi Andreoli      |
|    | Italia (bandiera)    | D     | Ciro Mario Cevenini |
|    | Italia (bandiera)    | D     | Amilcare Pizzi      |
|    | Italia (bandiera)    | D     | Marco Sala          |
|    | Italia (bandiera)    | C     | Pietro Bronzini     |
|    | Italia (bandiera)    | C     | Emilio Cazzaniga    |
|    | Italia (bandiera)    | C     | Attilio Colombo     |
|    | Italia (bandiera)    | C     | Dionigi Corsi       |
|    | Italia (bandiera)    | C     | Anselmo Greppi      |
|    | Argentina (bandiera) | C     | Cesare Lovati       |

| N. |                   | Ruolo | Calciatore               |
| -- | ----------------- | ----- | ------------------------ |
|    | Italia (bandiera) | C     | Carlo Marmonti           |
|    | Italia (bandiera) | C     | Ernesto Morandi          |
|    | Italia (bandiera) | C     | Dante Raineri            |
|    | Italia (bandiera) | C     | Alessandro Scarioni      |
|    | Italia (bandiera) | C     | Francesco Soldera        |
|    | Italia (bandiera) | A     | Aldo Cevenini (capitano) |
|    | Italia (bandiera) | A     | Luigi Cevenini           |
|    | Italia (bandiera) | A     | Romolo Ferrario          |
|    | Italia (bandiera) | A     | Gelati                   |
|    | Italia (bandiera) | A     | Attilio Marchesi         |
|    | Italia (bandiera) | A     | Giovanni Mazzoni         |
|    | Italia (bandiera) | A     | Federico Orlandi         |
|    | Belgio (bandiera) | A     | Louis Van Hege           |
|    | Italia (bandiera) | A     | Gustavo Zacchi           |

## Calciomercato
| Acquisti | Acquisti         | Acquisti    | Acquisti |
| R.       | Nome             | da          | Modalità |
| -------- | ---------------- | ----------- | -------- |
| C        | Pietro Bronzini  | Inter       | -        |
| D        | Mario Cevenini   | Inter       | -        |
| A        | Dionigi Corsi    | Enotria     | -        |
| P        | Edoardo Croce    | Biellese    | -        |
| A        | Federico Orlandi | AC Milanese | -        |

| Cessioni | Cessioni        | Cessioni            | Cessioni |
| R.       | Nome            | a                   | Modalità |
| -------- | --------------- | ------------------- | -------- |
| C        | Mario Crespi    | Legnano             | -        |
| P        | Armando Gambuti | Nazionale Lombardia | -        |

## Risultati

### Coppa Regionale Lombarda

#### Eliminatorie (girone A)

##### Girone di andata
| Arbitro: | Onore Balla (Milano) |

|                                                                          |           |                                                |
| Zacchi 12’, 25’, 29’ A. Cevenini 21’, 30’, 52’ Van Hege 24’ Ferrario 77’ | Marcatori | 32’ De Vecchi 69’ (aut.) marcatore sconosciuto |

| Arbitro: | ? |

|                                    |           |            |
| A. Cevenini ?’, ?’, ?’ Ferrario ?’ | Marcatori | ?’ Conconi |

| Arbitro: | Onore Balla (Milano) |

|  |           | |
|  | Marcatori | ?’ marcatore sconosciuto ?’ marcatore sconosciuto ?’ marcatore sconosciuto ?’ marcatore sconosciuto ?’ marcatore sconosciuto ?’ marcatore sconosciuto ?’ marcatore sconosciuto ?’ marcatore sconosciuto ?’ marcatore sconosciuto |

##### Girone di ritorno
| Arbitro: | A.Gama (Milano) |

|                                                                            |           | |
| marcatore sconosciuto ?’ marcatore sconosciuto ?’ marcatore sconosciuto ?’ | Marcatori | ?’ marcatore sconosciuto ?’ marcatore sconosciuto ?’ marcatore sconosciuto ?’ marcatore sconosciuto ?’ marcatore sconosciuto |

| Arbitro: | A.Gama (Milano) |

|  |           |                           |
|  | Marcatori | ?’ A. Cevenini ?’ Soldera |

| Arbitro: | ? |

|                                       |           |               |
| Zacchi 15’ A. Cevenini 35’ Soldera ?’ | Marcatori | 55’ Maestroni |

#### Girone finale

##### Girone di andata
| Arbitro: | A.Gama (Milano) |

|            |           |  |
| Sodano 84’ | Marcatori |  |

| Arbitro: | Trezzi (Milano) |

|           |           |           |
| Lovati 9’ | Marcatori | 68’ Negri |

| Arbitro: | Venegoni (Legnano) |

|                             |           |                 |
| A. Cevenini 11’ Orlandi 63’ | Marcatori | 52’ (aut.) Sala |

##### Girone di ritorno
| Arbitro: | Onore Balla (Milano) |

|                                                |           |                       |
| A. Cevenini 7’, 65’, 70’ Pizzi 68’ Soldera 83’ | Marcatori | 35’ Crespi 73’ Sodano |

| Arbitro: | Terzolo (Genova) |

|  |           |                                                  |
|  | Marcatori | 6’, 72’ A. Cevenini 40’ Zacchi 63’ (aut.) Engler |

| Milano 13 maggio 1917 6ª giornata | US Milanese     | 0 – 2 | Milan | Campo di via Stelvio\| Arbitro: \| A.Gama (Milano) \| |
| Arbitro:                          | A.Gama (Milano) |       |       |                                                       |

## Statistiche

### Statistiche di squadra
| Competizione             | Punti | In casa | In casa | In casa | In casa | In casa | In casa | In trasferta | In trasferta | In trasferta | In trasferta | In trasferta | In trasferta | Totale | Totale | Totale | Totale | Totale | Totale | DR  |
| Competizione             | Punti | G       | V       | N       | P       | Gf      | Gs      | G            | V            | N            | P            | Gf           | Gs           | G      | V      | N      | P      | Gf     | Gs     | DR  |
| ------------------------ | ----- | ------- | ------- | ------- | ------- | ------- | ------- | ------------ | ------------ | ------------ | ------------ | ------------ | ------------ | ------ | ------ | ------ | ------ | ------ | ------ | --- |
| Coppa Regionale Lombarda | 14    | 6       | 5       | 1       | 0       | 23      | 8       | 6            | 5            | 0            | 1            | 22           | 4            | 12     | 10     | 1      | 1      | 45     | 12     | +33 |

### Statistiche dei giocatori
| Giocatore      | Coppa Regionale Lombarda | Coppa Regionale Lombarda |
| Giocatore      | Presenze                 | Reti                     |
| -------------- | ------------------------ | ------------------------ |
| L. Andreoli    | 7                        | 0                        |
| L. Barbieri    | 5                        | -4                       |
| P. Bronzini    | 3                        | 0                        |
| L. Brusa       | 1                        | -1                       |
| E. Cazzaniga   | 9                        | 0                        |
| A. Cevenini    | 12                       | 14                       |
| C. M. Cevenini | 2                        | 0                        |
| L. Cevenini    | 2                        | 0                        |
| A. Colombo     | 2                        | 0;-3                     |
| D. Corsi       | 1                        | 0                        |
| E. Croce       | 1                        | 0                        |
| R. Ferrario    | 2                        | 2                        |
| Gelati         | 1                        | 0                        |
| A. Greppi      | 8                        | 1                        |
| C. Lovati      | 3                        | 1                        |
| A. Marchesi    | 1                        | 0                        |
| C. Marmonti    | 2                        | 0                        |
| G. Mazzoni     | 1                        | 0                        |
| E. Morandi     | 1                        | 0                        |
| F. Orlandi     | 3                        | 1                        |
| A. Pizzi       | 6                        | 0                        |
| C. Ramponi     | 2                        | 0                        |
| D. Raineri     | 10                       | 0                        |
| M. Sala        | 6                        | 0                        |
| A. Scarioni    | 1                        | 0                        |
| F. Soldera     | 12                       | 4                        |
| L. Van Hege    | 1                        | 1                        |
| G. Zacchi      | 8                        | 5                        |